# Жадан Сергій Вікторович
Сергі́й Ві́кторович Жада́н (23 серпня 1974, Старобільськ Ворошиловградської області, Українська РСР, СРСР; нині Україна, Луганська область) — український письменник, перекладач, громадський діяч, фронтмен гуртів «Жадан і Собаки» та «Лінія Маннергейма». Автор романів «Депеш Мод», «Ворошиловград», «Месопотамія», «Інтернат», поетичних збірок «Цитатник», «Ефіопія», «Життя Марії», «Тамплієри», «Антена», «Список кораблів» та інших. З березня 2024 військовослужбовець бригади «Хартія» Національної гвардії України.
Літературні твори Сергія Жадана відзначені численними національними та міжнародними нагородами, перекладені понад двадцятьма мовами, зробивши автора одним із найвідоміших сучасних українських письменників. Сергій Жадан активний організатор літературного життя України та учасник мультимедійних мистецьких проєктів. У 2017 році він заснував «Благодійний фонд Сергія Жадана». Ведучий на радіо «Тризуб ФМ», «Радіо НВ».

## Життєпис

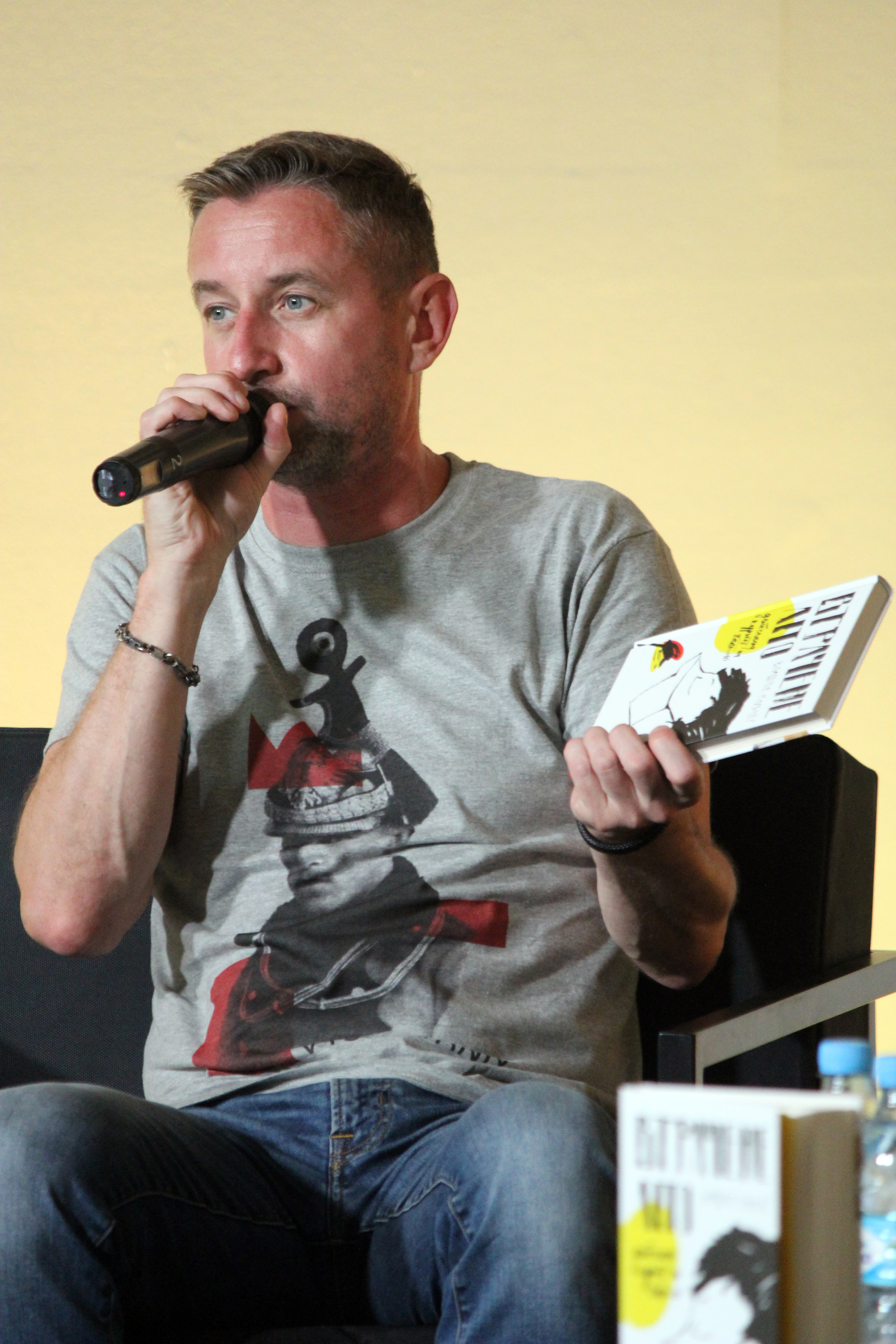
На Книжковому Арсеналі 2021

Народився 23 серпня 1974 року в україномовній родині. Дитинство минало у Старобільську Ворошиловградської області (сучасна Луганська). Часто гостював у Харкові у своєї тітки Олександри Ковальової — поетеси та перекладачки з німецької, яка була головою культурологічного товариства «Спадщина». Олександра Прокопівна познайомила його з письменниками, політиками, музикантами, журналістами, які «виступали за українську незалежність», а також із забороненою на той час рухівською літературою. У часи Перебудови 1990—1991 років поширював у містечку рухівські газети та національну символіку.
Згодом, задля навчання в університеті, переїхав до Харкова. 1996 року закінчив Харківський педагогічний університет ім. Сковороди, факультет українсько-німецької філології.
З 1996 до 1999 року навчався в аспірантурі цього ж університету. Захистив дисертацію, присвячену українському футуризму: «Філософсько-естетичні погляди Михайля Семенка» (2000 рік).
Із 2000 року — викладач кафедри української та світової літератури університету.
Із 1995 року — письменник.
У березні 2008 року роман Жадана «Anarchy in the UKR» в російському перекладі увійшов у «довгий список» російської літературної премії «Національний бестселер» (номінатором виступив російський письменник Дмитро Горчев). Ця ж книга у 2008 році увійшла до шорт-листа і отримала почесну грамоту конкурсу «Книга року» на Московській міжнародній книжковій виставці-ярмарку.
У травні 2010 року журнал «GQ» вдруге висунув Жадана на звання «Людина року» у номінації «Письменники» за книгу «Червоний Елвіс» (перше висунення відбулося у 2008 році за «Anarchy in the UKR»). Критики називають Сергія Жадана одним із найкращих літераторів країн колишнього СРСР, відзначають його вміння бути своїм як для простої, так і для освіченої аудиторії. Особливу похвалу і підтримку отримав його роман «Ворошиловград», який було названо маніфестом цілого покоління.
З 2016 до 2019 року був членом Комітету з Національної премії України імені Тараса Шевченка.
11 лютого 2017 року Сергій Жадан був затриманий у Мінську та отримав заборону на в'їзд, проте наступного дня заборону на в'їзд скасували.
Живе і працює у Харкові. Регулярно виступає зі своїми творами у різних містах України та Західної Європи — в тому числі в супроводі українських музикантів (зокрема, ска-панк-групи «Жадан і Собаки»).

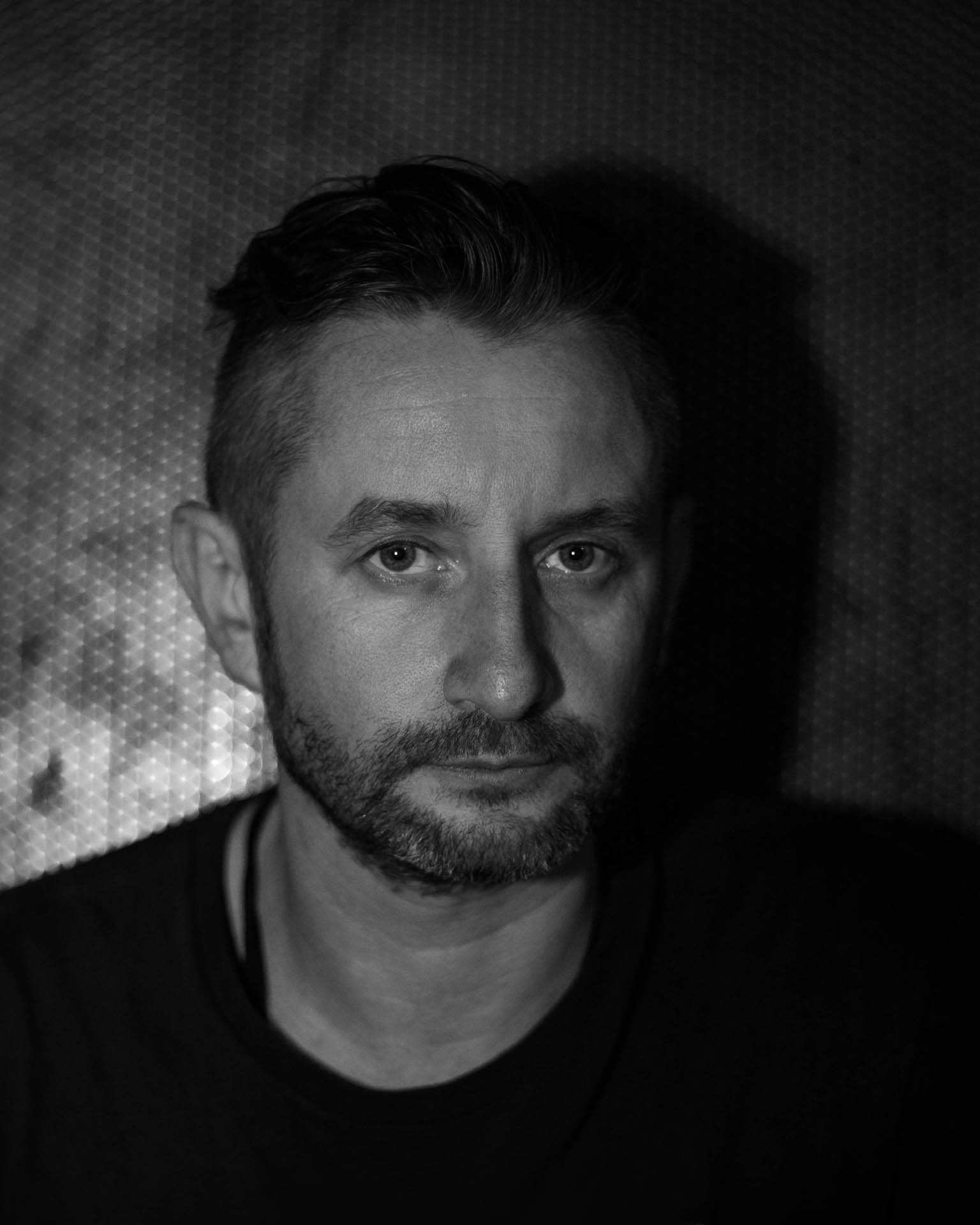
У Польщі, 2022

У травні 2017 року «За особливий внесок в українську культуру та стійкість громадянської позиції» був нагороджений премією Василя Стуса.
У вересні 2017 року вийшла у світ його нова книга «Інтернат».
18 грудня 2019 року американський ПЕН-клуб оголосив довгі списки 2020 PEN America Literary Awards, книга вибраних віршів Сергія Жадана «Те, чим ми живемо, те, заради чого вмираємо» (англ. What We Live For, What We Die For) у перекладі театрального режисера Вірляни Ткач та американської поетеси Ванди Фіпс — серед номінантів у категорії «Перекладена поезія».
У червні 2022 року Жадану присудили Премію миру німецьких книгарів (нім. Friedenspreis des Deutschen Buchhandels). На сайті премії оголосили, що відзнаку присвоєно «за видатну творчість і за гуманітарну позицію, з якою він піклується про людей під час війни і допомагає їм, ризикуючи своїм життям». Отримав премію Сергій Жадан 23 жовтня 2022 року.
24 квітня 2023 року Жадан подав позов про розірвання шлюбу з Іриною Куніциною, з якою прожив майже 15 років.
У березні 2024 року мобілізувався до лав бригади «Хартія» Національної гвардії України, де заснував «Радіо Хартія». У лютому — березні 2025 року брав участь у концертному турі «Хартія Тур» гурту «Жадан і Собаки», який поєднав концерти, виставку цінностей бригади «Хартія» та живе спілкування і проходив містами сходу, центру та півдня України, а частину коштів від туру планувалося передати над підтримку 13-ї бригали НГУ «Хартія». Загалом події відбулися в 10 містах України.
У березні 2025 року Сергій Жадан провів презентації своєї збірки віршів «Арабески» у Харкові, Львові та Рівному з метою збору коштів від цих заходів на потреби 13-ї бригади НГУ «Хартія»
У 2024 році Сергію Жадану було присуджено відзнаку від видання Hromadske у номінації «Митець року» серед людей, «які своїм прикладом показують силу єдності, витривалості та віри»

## Громадська діяльність
У 1992 році був одним із організаторів харківського неофутуристського літературного угрупування «Червона Фіра».
Під час Помаранчевої революції Жадан був комендантом наметового містечка у Харкові.
Відомий своїми критичними висловлюваннями і публікаціями проти харківських можновладців Михайла Добкіна та Геннадія Кернеса.
|  | Треба розуміти, коли вони (політики) говорять про надбання українського народу, насправді йдеться про лобіювання лише інтересів російської мови й про повне блокування розвитку та пропагування української. (08.10.2010). |

Неодноразово висловлював симпатії до анархістів, у багатьох його творах присутні «ліві» мотиви.
У 2011 році провів акцію проти закону «Про захист суспільної моралі».
Брав активну участь у харківському Євромайдані. Постраждав при захисті будівлі Харківської облдержадміністрації від штурму проросійськи налаштованих активістів. Під час штурму були чутні постріли, над активістами Євромайдану, котрі захищали обласну адміністрацію, чинили самосуд; у результаті за повідомленням Харківської міської ради постраждали 97 осіб: 76 з них було доставлено до лікарень швидкої та невідкладної допомоги, до обласної лікарні. Серед постраждалих був Сергій Жадан, який отримав струс мозку та розсічення голови, можливий перелом носа.
Виступав за звільнення з російського ув'язнення незаконно засудженого українського режисера Олега Сенцова.
Член Українського ПЕН.
З початку російсько-української війни надавав волонтерську допомогу ЗСУ. Заснував благодійний фонд, який підтримує освітні та культурні ініціативи. Зокрема започаткував проєкт «Схід читає» щодо наповнення книжками бібліотек Донецької та Луганської областей.
З початком російського широкомасштабного вторгнення до України з 24 лютого 2022 року Сергій Жадан займався волонтерською діяльністю, проводив благодійні концерти на підтримку підрозділів Збройних сил України, разом з друзями допомагав підрозділу «Хартія», який згодом перетворився на 13-ту бригаду особливого призначення Національної гвардії України.
Піснею «Спи моє дитя», слова на яку він написав для Руслана Горового, долучився до акції «Так працює пам'ять», присвяченої пам'яті Данила Дідіка і всім, хто віддав життя за незалежність України.

## Письменницька і перекладацька творчість
Пише романи, поезії, есеї. Темою творів письменника є пострадянська дійсність в Україні. Для стилю Жадана характерний вжиток розмовної та нецензурної лексики.
Роман «Ворошиловград» став книжкою 2010 року за версією «Бі-бі-сі». Презентація роману в Старобільську, на батьківщині письменника, відбулася 7 квітня 2011 року під час Донбас-туру, проведеного Правозахисним центром «Поступ» і Літературним угрупованням СТАН у межах Громадської кампанії проти встановлення цензури в Україні. Через тиск місцевої влади деякі виступи, заплановані в рамках Донбас-туру, скасували.
Перекладає поезію з німецької (в тому числі Пауля Целана), англійської (в тому числі Чарлза Буковскі), білоруської (в тому числі Андрія Хадановича), російської (в тому числі Кирила Медведєва, Данилу Давидова) мов.
Тексти Жадана перекладалися німецькою, англійською, польською, французькою, італійською, нідерландською, данською, сербською, хорватською, литовською, естонською, білоруською, російською, вірменською та деякими іншими мовами.
У 2014 році в рамках фестивалю відеопоезії CYCLOP брав участь у проєкті «роздІловІ».
У 2023 році його вірш зачитав англійською відомий ірландський актор із Гри престолів Джек Ґлісон. Цей вірш перший був надрукований у Нью Йорк Таймс.
Книга Сергія Жадана «Арабески» стала переможницею у Всеукраїнському рейтингу «Книжка року 2024» у номінації «Красне письменство» та увійшла до списку найкращих українських книг 2024 року у номінації «Українська проза» за версією Українського ПЕНу.

## Висунення на Нобелівську премію з літератури
У березні 2022 року Комітет літературознавчих наук Польської академії наук висунув Сергія Жадана на Нобелівську премію з літератури. Зокрема, у відозві у зв'язку з можливими наслідками російської агресії проти України мова йшла про таке:: 
|  | Ми прийняли ухвалу про висунення Сергія Жадана на Нобелівську премію у галузі літератури. Жадан – один серед найвидатніших поетів України та блискучий прозаїк, його твори перекладені багатьма мовами та нагороджувані у світі, – ми переконані, що це письменник щабля Нобелівської премії. Його голос як поета вже багато років має особливе значення для українців. Вільна Україна значною мірою говорить і думає словами Жадана, уважно вслухається у них. Сьогодні поет у своєму Харкові. Він бореться. |

## Лексика
Лексика, яку використовує Жадан у художніх творах, різноманітна за тематикою та сферою використання, стилістичним забарвленням і емоційним навантаженням, експресивністю, і саме такий синкретизм, строкатість дають змогу письменникові якнайвиразніше передати свої думки і почуття. Будь-яке слово, використане автором, не є випадковим. Кожна лексема, поєднуючись із іншою, кодує думки, характеризує суть проблеми, а неоднорідність і багатство лексичного складу свідчить про талант письменника, його освіченість, інтелектуальний рівень і національну свідомість, а також відображає багатство мовної картини письменника. Експресивна лексика є одним із найактивніших засобів увиразнення художнього мовлення. Експресивність є однією з ключових ознак поетичних творів письменника.

## Твори

### Поетичні збірки
- Генерал Юда (Київ: Український письменник, 1995),
- Цитатник: Вірші для коханок і коханців (Київ: Смолоскип, 1995),
- Пепсі (Харків: Майдан, 1998),
- Балади про війну і відбудову: Нова книга віршів (Львів: Кальварія, 2001),
- Історія культури початку століття (Київ: Критика, 2003),
- Марадона: Нова книга віршів (Харків: Фоліо, 2007) — містить як другу частину переклади з Марціна Свєтліцького, Чарлза Буковськи, Пауля Целяна,
- Ефіопія (Харків: Фоліо, 2009) — містить розділ «Коментарі» з п'ятьма оповіданнями,
- Вогнепальні й ножові (Харків: Книжковий Клуб «Клуб Сімейного Дозвілля», 2012),
- Життя Марії: Книга віршів і перекладів[47] (Чернівці: Meridian Czernowitz; Книги — ХХІ, 2015) — до збірки увійшли також переклади з Райнера Марії Рільке та Чеслава Мілоша.
- Тамплієри: Нові вірші, 2015—2016 (Чернівці: Meridian Czernowitz; Книги — ХХІ, 2016).
- Антена (Чернівці: Meridian Czernowitz, 2018).
- Список кораблів: Нові вірші, 2018—2019 (Чернівці: Meridian Czernowitz, 2020).
- Псалом авіації (Чернівці: Meridian Czernowitz, 2021).
- Скрипниківка (Чернівці: Meridian Czernowitz, 2023)[48]

### Проза

#### Романи
- Депеш Мод (Харків: Фоліо, 2004),
- Anarchy in the UKR (Харків: Фоліо, 2005),
- Ворошиловград (Харків: Фоліо, 2010),
- Месопотамія (Харків: Книжковий Клуб «Клуб Сімейного Дозвілля», 2014) — роман у новелах і тридцять віршів.
- Інтернат (Чернівці: Meridian Czernowitz, 2017)

#### Оповідання, есе, повісті
- Біґ Мак (Київ: Критика, 2003) — шість оповідань,
- Гімн демократичної молоді (Харків: Фоліо, 2006) — шість оповідань,
- Трициліндровий двигун любові (з Юрієм Андруховичем та Любком Дерешем; Харків: Фоліо, 2007) — Жадану належить розділ «Блок НАТО», що складається з восьми оповідань-есе,
- Біг Мак та інші історії (Харків: Фоліо, 2011) — п'ятнадцять оповідань,
- Палата № 7 (з Ладою Лузіною; Харків: Фоліо, 2013) — Жадану належить повість «І мама ховала це у волоссі» (2012),
- Біґ Мак. Перезавантаження (Харків: Книжковий Клуб «Клуб Сімейного Дозвілля», 2015) — двадцять оповідань,
- Коли спаде спека (Івано-Франківськ: Лілея-НВ, 2015; книга-«перевертень», під однією обкладинкою зі збіркою Мірека Боднаря «Бриколаж») — колонки 2010—2013 рр., опубліковані на сайті «ТСН.ua».
- ДНК (Харків: Книжковий Клуб «Клуб Сімейного Дозвілля», 2016) — автор ідеї та одного з оповідань книги.
- Арабески (Чернівці: Меридіан Черновіц, 2024)

### Драматургія
- Хлібне перемир'я (Чернівці: Meridian Czernowitz, 2020).
- Вишиваний. Король України (Чернівці: Meridian Czernowitz, 2020; фактично книжка вийшла в 2021 р.[49])

### Вибрані твори
- The very best poems, psychedelic stories of fighting and otherbullshit / Кращі поезії, психоделічні історії боротьби та інші інтимні колізії. Вибрані поезії 1992—2000 (Донецьк: Кальміюс, 2000),
- Цитатник (Харків: Фоліо, 2005) — збірки «Цитатник», «Пепсі», «Балади про війну і відбудову», вірші поза збірками, вертеп «Мері Крістмас, Джізус Крайст!», нова збірка «У. Р. С. Р.»,
- Капітал (збірка) (Харків: Фоліо, 2006) — романи «Депеш Мод», «Anarchy in the UKR», збірки «Гімн демократичної молоді» та «Цитатник» (2005),
- Біґ Мак² (Київ: Критика, 2007) — перевидання збірок «Біґ Мак» та «Історія культури початку століття» з додатком двох нових оповідань,
- Лілі Марлен: Книга нових та вибраних віршів (Харків: Фоліо, 2009) — вірші зі збірок 1995—2009 рр., новий цикл «Лесбійки» й чотири оповідання,
- Прощання слов'янки (Харків: Фоліо, 2011) — поетичні збірки 1995—2009 рр. (без перекладів та оповідань),
- Госпелс і спірічуелс (духовні співи растаманів північного Причорномор'я) (Харків: Фоліо, 2012) — мініатюрна книжка, вибрані вірші з книжок 1995—2010 рр.,
- Динамо Харків (Київ: А-БА-БА-ГА-ЛА-МА-ГА, 2014) — вибрані вірші 1992—2014 рр.; у третьому виданні (2015) — вірші 1992—2015 рр.,
- 30 доказів існування Бога (і 29 заперечень) (Київ: Laurus, 2014) — вибрані вірші 1993—2013 рр.,
- Господь симпатизує аутсайдерам: 10 книг віршів (Харків: Книжковий Клуб «Клуб Сімейного Дозвілля», 2015) — поетичні збірки 1995—2014 рр. (без перекладів, оповідань та вертепу),
- Пливи, рибо, пливи (Чернівці: Чорні вівці; Книги — ХХІ, 2016) — артбук, окреме видання вірша; ілюстрації Христини Лукащук.
- Постійне місце проживання (Харків: IST Publishing, 2020) — вибрані вірші 1993—2020 рр., артбук, ілюстрації Павла Макова.
- Птах (Київ: Ковчег «Україна», 2023) — артбук, вірші, які стали піснями.
- 30 віршів про любов і залізницю (Львів: Видавництво Старого Лева, 2023).
- Усі вірші 1993—2023 (Чернівці: Meridian Czernowitz, 2024).

### Переклади
- Діти Райнера і Марії: Антологія сучасної віденської поезії (Харків: Майдан, 2004),
- Пауль Целян. Світлотиск (Чернівці: Meridian Czernowitz; Книги — ХХІ, 2014).
- Дмитро Кузьмін «Ковдри не передбачені» (спільний переклад з російської: Сергій Жадан, Богдан-Олег Горобчук, Дмитро Лазуткін, Олесь Барліг, Лесик Панасюк, Михайло Жаржайло, Антон Полунін, Ігор Сід, Фрідріх Чернишов, Марта Мохнацька та Іван Гнатів, Юрій Завадський) (Тернопіль: КРОК, 2018).
- Педро Ленц. Мій друг машиніст крана: Поезії (переклад з німецької Сергія Жадана і Євгенії Лопати) (Чернівці: Meridian Czernowitz, 2018).
- Бертольт Брехт. Похвала діалектиці: Поезії (Чернівці: Видавець Померанцев Святослав на замовлення Міжнародної літературної корпорації Meridian Czernowitz, 2021).
- Владімір Камінер. Втрачене літо. Дойчланд курить на балконі (переклад з німецької Сергія Жадана і Оксани Щур) (Київ: Комора, 2021).
- Адам Менсбах. Баю, бляха, бай (Харків: Віват, 2022).

### Упорядник
- Два міста. Антологія харківської поезії / Zwei Städte. Антологія нюрнберзької поезії (Харків: Майдан, 2000) — разом із Юргеном Бауером,
- Готелі Харкова. Антологія нової харківської літератури (Харків: Фоліо, 2008),
- Декамерон. 10 українських прозаїків останніх десяти років (Харків: Книжковий Клуб «Клуб Сімейного Дозвілля», 2010),
- Метаморфози. 10 українських поетів останніх 10 років (Харків: Книжковий Клуб «Клуб Сімейного Дозвілля», 2011),
- Письменники про футбол. Літературна збірна України (Харків: Книжковий Клуб «Клуб Сімейного Дозвілля», 2011),
- Тотальний футбол (Київ: Грані-Т, 2012).

### Мультимедійні проєкти
- Аудіокнига «Депеш Мод» (Дніпропетровськ: «Арт-Вертеп» — видавництво «Lift», 2007)
- CD-збірка «Хор монгольських міліціонерів» («Госпел і спірічуелс»), (Дніпропетровськ: «Арт-Вертеп» — видавництво «Lift», 2007)
- Радіо-Шансон або Radio шансон: вісім історій про Юру Зойфера, (брошура + CD, Дніпропетровськ: Арт-Вертеп: LIFT, 2007), Театр-студія "Арабески", Kharkiv Klezmer Band i Місько Барбара. книжка-диск, саундтрек до однойменної вистави Харківського театру «Арабески» на вірші Сергія Жадана.
- Спортивний клуб армії, Сергій Жадан і Собаки в Космосі (Дніпропетровськ: видавництво LIFT, 2008).
- Зброя пролетаріату, Сергій Жадан і Собаки в Космосі (2012).
- Бийся за неї, гурт Жадан і Собаки. — Чернівці: Meridian Czernowitz; Книги — ХХІ, 2014. — 108 с.; CD.
- Пси, гурт Жадан і Собаки (2016).
- Де твоя лінія? (EP), гурт Лінія Маннергейма (2018).
- Бої без правил (EP), гурт Лінія Маннергейма (2018)[50].
- Мадонна, гурт Жадан і Собаки (2019).
- Конфіскат, гурт Лінія Маннергейма (2020).
- Зима/Сніг (single), гурт Лінія Маннергейма (2021).
- Фокстроти: Жадан/Гуржи, експериментальний side-project Літературної Лабораторії в межах проєкту про український футуризм ФУТУРОМАРЕННЯ[51]. Кураторка — Оксана Щур. Ключові учасники: Сергій Жадан — сценарій, вокал; Юрій Гуржи — сценарій, музика, клавішні, гітари, баси, програмування барабанів, вокал, аранжування, запис. Доступний на YouTube.

### Переклади творів Сергія Жадана
Власні тексти перекладались німецькою, англійською, шведською, італійською, угорською, польською, сербською, хорватською, чеською, литовською, білоруською, російською, вірменською мовами. Зокрема світ побачили такі переклади книг Жадана:
- «Історія культури початку століття» — Росія, 2003; Польща, 2005; Німеччина, 2005; Чехія, 2013.
- «Біг Мак» — Польща, 2005; Росія, 2009; Чехія, 2011; Німеччина, 2011.
- «Депеш Мод» — Росія, 2005; Польща, 2006; Білорусь, 2006; Німеччина, 2007; Литва, 2008; Італія, 2009; Угорщина 2010; США, 2013; Швеція, 2014; Болгарія, 2019; Чехія, 2019; Естонія, 2020.
- «Anarchy in the UKR» — Польща, 2007; Німеччина, 2007; Болгарія, 2007 (частковий переклад)[52]; Росія, 2008; Литва, 2010; Білорусь, 2012; Франція, 2016; Норвегія, 2017.
- «Гімн демократичної молоді» — Польща, 2008; Німеччина, 2009; Росія, 2009; Словаччина, 2018; Болгарія, 2019; Франція, Espace Instant, 2020[53].
- «Відсоток самогубств серед клоунів» — Німеччина, 2009; Польща, 2009.
- «Ворошиловград» — Україна, 2011, 2012 (російською); Німеччина, 2012; Росія, 2012; Угорщина, 2012; Польща, 2013; Франція, 2013; Білорусь, 2016; Італія, 2016; Латвія, 2016; США, 2016; Нідерланди, 2018; Словенія, 2018; Грузія, 2018.
- «Месопотамія» — Польща, 2014; Німеччина, 2015; США, 2018; Італія, 2018; Данія, 2018; Латвія, 2019; Україна, 2019 (російською).
- «З життя Марії» — Чехія, 2015.
- «Українські авіалінії: Вибрані вірші» — Україна, 2015 (білоруською).
- «Бігти, не зупиняючись» — Австрія, 2016.
- «Вогнепальні й ножові» — Росія, 2016.
- «Все залежить лише від нас: Вибрані вірші» — Латвія, 2016 (російською).
- «Чому мене немає в соціальних мережах — Вірші з війни» — Німеччина, 2016.
- «Інтернат» — Росія, 2017 (електронне видання); Німеччина, 2018; Білорусь, 2019; Румунія, 2019; Польща, 2019; Македонія, 2019; Грузія, 2020; Данія, 2020; США, 2021; Литва, 2021; Естонія, 2022; Іспанія, 2022; Латвія, 2022; Нідерланди, 2022; Греція, 2023; Норвегія, 2023; Португалія, 2023; Словаччина, 2023; Угорщина, 2023; Чехія, 2023; Швеція, 2023.
- «Дрогобич» (вірші) — Польща, 2018.
- «Вірші» — Білорусь, 2018.
- «Те, чим ми живемо, заради чого вмираємо» (вірші) — США, 2019.
- «Тютюнові фабрики» (вірші) — Україна, 2020 (російською).
- «Новий правопис» (вірші) — США, 2020.
- «Антена» — Польща, 2020.
- «Ніхто не повернеться з довгих нічних блукань» (вірші) — Польща, 2021.
- «Небо над Харковом» (пости з Фейсбуку, українською не видавалися) — Німеччина, 2022.
- «Ніби рибу на чорний берег» (вірші) — Литва, 2023.

## Фільмографія
- 2014 — Поводир[54] (роль Михайля Семенка, епізод).
- 2016 — Любові стане на всіх (роль майора міліції, епізод)[55].
- 2018 — Дике поле (роль фермера, епізод).

### Кліпи
- 2017 — Йона (пісня гурту «Вертеп» на слова Жадана; вступна промова)[56].
- 2017 — Рокі (пісня групи «Brutto» на слова Жадана; німа роль янгола).
- 2017 — Бухло («Жадан і Собаки»).
- 2018 — Де твоя лінія? («Лінія Маннергейма»).
- 2018 — Кобзон («Жадан і Собаки»).
- 2018 — Ісус із Назарета («Лінія Маннергейма»).
- 2019 — Тьолка барабанщика («Жадан і Собаки»).
- 2019 — Мальви («Жадан і Собаки»)[57].
- 2022 — Юність (Христина Соловій).
- 2023 — Рогань («Жадан і Собаки»).
- 2023 — Серця («Жадан і Собаки» та Христина Соловій).

## Нагороди, відзнаки та стипендії
- 1999 — премія Бу-Ба-Бу за найкращий вірш року.
- 2001 — отримав Hermann-Kesten-Stipendium (Нюрнберґ).
- 2001 — переможець Всеукраїнського рейтингу «Книжка року» в номінації «Голос душі» (Балади про війну і відбудову).
- 2002 — отримав Herder-Stipendium (Töpfer Stiftung, Відень).
- 2003 — отримав стипендію KulturKontakt (Відень).
- 2005 — отримав стипендію Gaude Polonia (Варшава).
- 2006 — Hubert Burda Preis für junge Lyrik[de].
- 2006 — премія «Книга року BBC» («Капітал»).
- 2006 — переможець Всеукраїнського рейтингу «Книжка року» в номінації «Красне письменство» («Капітал»).
- 2007 — лауреат поетичного фестивалю «Київські Лаври»[58].
- 2008 — грамота «Книга року» на Московській книжковій виставці-ярмарку[ru][59].
- 2009 — літературна премія імені Джозефа Конрада-Коженьовського.
- 2010 — премія «Книга року BBC» («Ворошиловград»)[60].
- 2012 — відзнака «Золотий письменник України»[61].
- 2012 — переможець Всеукраїнського рейтингу «Книжка року» в номінації «Красне письменство» («Вогнепальні й ножові»).
- 2014 — премія Brücke Berlin[de][62].
- 2014 — статуетка польського Економічного форуму у номінації «Нова культура нової Європи»[63].
- 2014 — премія Jan Michalski Prize for Literature[en] («Ворошиловград»)[64].
- 2014 — премія «Книга року BBC» в номінації «Найкраща книга десятиліття» («Ворошиловград»)[65].
- 2014 — переможець Всеукраїнського рейтингу «Книжка року» в номінації «Красне письменство» («Динамо Харків»).
- 2015 — премія «Angelus» за роман «Месопотамія»[66].
- 2016 — премія Президента України «Українська книжка року» за роман «Месопотамія»[67].
- 2017 — премія «ЛітАкцент року» за збірку «Тамплієри»[68].
- 2017 — премія імені Василя Стуса[69].
- 2017 — найкраща книга 24-го Форуму видавців у номінації «Сучасна українська проза» (роман «Інтернат»).
- 2018 — премія «ЛітАкцент року» за роман «Інтернат»[70].
- 2018 — переможець Всеукраїнського рейтингу «Книжка року» в номінації «Красне письменство» («Антена»).
- 2019 — нагорода Вільгельма Телля 2019 за значний внесок у зміцнення відносин між Україною та Швейцарією[71].
- 2019 — почесний доктор Харківського педагогічного університету імені Сковороди[72].
- Двічі (2019, 2020 роки) був визнаний найсексуальнішим діячем української культури за результатами опитування, проведеного народною премією «Золотий Ліфон»[73].
- 2020 — премія від «Української правди» за активну громадянську позицію[74].
- 2021 — премія Дерека Волкотта за збірку поезій «A New Orthography»[75].
- 2022 — почесний доктор Харківського національного університету імені В. Н. Каразіна[76].
- 2022 — премія Свободи від фундації Франка Ширрмахера (Швейцарія)[77].
- 2022 — переможець Всеукраїнського рейтингу «Книжка року» в номінації «Красне письменство» («Псалом авіації»; «Вишиваний. Король України»)[78].
- 2022 — людина року за версією «Gazety Wyborczej»[79].
- 2022 — літературна премія Європейського банку реконструкції та розвитку за роман «Інтернат» («The Orphanage»)[80].
- 2022 — Премія миру німецьких книгарів[81].
- 2022 — Премія Ганни Арендт за політичне мислення[82][83].
- 2022 — премія імені Єжі Ґедройця[84].
- 2022 — медаль «Люблін — героям»[85].
- 2022 — медаль «За оборону міста-героя Харкова»[86].
- 2022 — премія імені Сержіу Віейра ді Меллу[87].
- 2022 — Schwarzkopf Europe Prize за підтримку демократичних цінностей[88].
- 2022 — відзнака Міністерства оборони України — медаль «За сприяння Збройним Силам України»[89].
- 2023 — премія імені Курта Тухольського 2023[90].
- 2024 — почесний доктор Українського вільного університету (Мюнхен)[91].
- 2024 — увійшов до списку 30 лідерів думок сучасної України, чиї тексти, оцінки та інтерв'ю формують настрої еліти і влади за версією видання NV[92].
- 2025 — Австрійська державна премія з європейської літератури[93].

## Особисте життя
Сергій був одружений двічі. Його першою дружиною була Світлана Олешко. В цьому шлюбі народився син Іван. Друга дружина Ірина Куніцина народила дочку Марію. У 2023 році він подав на розлучення. У 2023 році з'явились чутки про роман з співачкою Христиною Соловій.